# Afraegle
Genre
Afraegle est un genre de plantes à fleurs de la famille des Rutacées, originaire de l'Afrique de l'Ouest.

## Taxonomie
Afraegle est à l'origine une section du genre Balsamocitrus décrit par Walter Tennyson Swingle en 1912. Adolf Engler en fait un genre propre en 1915.
L'espèce type est Afraegle paniculata.

## Répartition
Le genre est originaire de l'Afrique de l'Ouest et de l'ouest de l'Afrique centrale.

## Espèces
Selon GBIF en 2024, le genre comprend quatre espèces :
- Afraegle asso Engl.
- Afraegle gabonensis (Swingle) Engl.
- Afraegle mildbraedii Engl.
- Afraegle paniculata (Schumach. & Thonn.) Engl.